# Bakuage sentai Boonboomger
Bakuage sentai Boonboomger (爆上戦隊ブンブンジャー?, Bakuage sentai Bunbunjā, lett. "Squadrone dei colpi esplosivi Boonboomger") è una serie televisiva tokusatsu, 48ª serie principale di Super sentai.
Il telefilm è stato trasmesso su TV Asahi dal 3 marzo 2024 al 9 febbraio 2025 all'interno del contenitore Super Hero Time, andando in onda dopo Kamen Rider Gotchard per i primi 26 episodi, e dopo Kamen Rider Gavv per i successivi.

## Episodi
Ciascun episodio viene indicato come "Bakuage" (バクアゲ).
La serie è divisa in quattro parti, denominate "LAP".
| Nº                     | Giapponese 「Kanji」 - Rōmaji                          | In onda           | In onda |
| Nº                     | Giapponese 「Kanji」 - Rōmaji                          | Giapponese        |         |
| 1st LAP (9 episodi)    |                                                        |                   |         |
| Bakuage 1              | 「届け屋のハンドル」 - Todokeya no handoru             | 3 marzo 2024      |         |
| Bakuage 2              | 「情報屋は認めない」 - Jōhōya wa mitomenai             | 10 marzo 2024     |         |
| Bakuage 3              | 「運転屋が止まらない」 - Unten'ya ga tomaranai         | 17 marzo 2024     |         |
| Bakuage 4              | 「ヒーローを呼ぶ声」 - Hīrō o yobu koe                 | 24 marzo 2024     |         |
| Bakuage 5              | 「警察屋はくじけない」 - Keisatsuya wa kujikenai       | 31 marzo 2024     |         |
| Bakuage 6              | 「シロとクロ」 - Shiro to kuro                         | 7 aprile 2024     |         |
| Bakuage 7              | 「調達屋のブレーキ」 - Chōtatsuya no burēki            | 14 aprile 2024    |         |
| Bakuage 8              | 「暴走と分裂」 - Bōsō to bunretsu                      | 21 aprile 2024    |         |
| Bakuage 9              | 「届け屋たちのハンドル」 - Todokeya-tachi no handoru   | 28 aprile 2024    |         |
| 2nd LAP (16 episodi)   |                                                        |                   |         |
| Bakuage 10             | 「ウキウキなミッション」 - Ukiuki na misshon           | 5 maggio 2024     |         |
| Bakuage 11             | 「少年がほしいもの」 - Shōnen ga hoshii mono           | 12 maggio 2024    |         |
| Bakuage 12             | 「爆上エンジン」 - Bakuage enjin                       | 19 maggio 2024    |         |
| Bakuage 13             | 「裏切りの調達」 - Uragiri no chōtatsu                 | 26 maggio 2024    |         |
| Bakuage 14             | 「クールとワイルド」 - Kūru to wairudo                 | 2 giugno 2024     |         |
| Bakuage 15             | 「錠とキー」 - Jō to kī                                | 9 giugno 2024     |         |
| Bakuage 16             | 「ムラサキの始末屋」 - Murasaki no shimatsuya          | 16 giugno 2024    |         |
| Bakuage 17             | 「ブンとビュン」 - Bun to Byun                         | 23 giugno 2024    |         |
| Bakuage 18             | 「始末屋は気に食わない」 - Shimatsuya wa ki ni kuwanai | 30 giugno 2024    |         |
| Bakuage 19             | 「アマノガワと天の道」 - Amanogawa to ten no michi     | 7 luglio 2024     |         |
| Bakuage 20             | 「イエスタデイ 椀ス モア」 - Iesutadei Wansu Moa       | 14 luglio 2024    |         |
| Bakuage 21             | 「炎の届け物」 - Honō no todokemono                    | 21 luglio 2024    |         |
| Bakuage 22             | 「炎の獅子奮迅」 - Honō no shishifunjin                | 28 luglio 2024    |         |
| Bakuage 23             | 「炎の逆境野球」 - Honō no gyakkyō yakyū               | 4 agosto 2024     |         |
| Bakuage 24             | 「届けたい歌」 - Todoketai uta                         | 11 agosto 2024    |         |
| Bakuage 25             | 「六輪の花火」 - Rokurin no hanabi                     | 18 agosto 2024    |         |
| 3rd LAP (10 episodi)   |                                                        |                   |         |
| Bakuage 26             | 「宇宙の秘密」 - Uchū no himitsu                       | 25 agosto 2024    |         |
| Bakuage 27             | 「甘くない選択」 - Amakunai sentaku                    | 1º settembre 2024 |         |
| Bakuage 28             | 「光を振り切って」 - Hikari o furikitte                | 8 settembre 2024  |         |
| Bakuage 29             | 「スパイとファミリー」 - Supai to famirī               | 15 settembre 2024 |         |
| Bakuage 30             | 「暴走は俺の物」 - Bōsō wa ore no mono                 | 22 settembre 2024 |         |
| Bakuage 31             | 「華麗なる挑戦」 - Karei naru chōsen                   | 29 settembre 2024 |         |
| Bakuage 32             | 「地獄の電車ごっこ」 - Jigoku no densha-gokko          | 6 ottobre 2024    |         |
| Bakuage 33             | 「調達屋は譲らない」 - Chōtatsuya wa yuzuranai         | 13 ottobre 2024   |         |
| Bakuage 34             | 「夢を運ぶクルマ」 - Yume wo hakobu kuruma             | 20 ottobre 2024   |         |
| Bakuage 35             | 「碧き王者」 - Aoki ōja                                | 27 ottobre 2024   |         |
| FINAL LAP (13 episodi) |                                                        |                   |         |
| Bakuage 36             | 「夢へと走る道」 - Yume e to hashiru michi             | 10 novembre 2024  |         |
| Bakuage 37             | 「二人のスパイ」 - Futari no supai                     | 17 novembre 2024  |         |
| Bakuage 38             | 「三下の誓い」 - Sanshita no chikai                    | 24 novembre 2024  |         |
| Bakuage 39             | 「悲鳴の星」 - Himei no hoshi                          | 1º dicembre 2024  |         |
| Bakuage 40             | 「はかれない男」 - Hakarenai otoko                     | 8 dicembre 2024   |         |
| Bakuage 41             | 「預ける背中」 - Azukeru senaka                        | 15 dicembre 2024  |         |
| Bakuage 42             | 「聖なる夜の届け物」 - Sei naru yoru no purezento      | 22 dicembre 2024  |         |
| Bakuage 43             | 「豪快なハンドル」 - Gōkai na handoru                  | 5 gennaio 2025    |         |
| Bakuage 44             | 「届け屋が届かない」 - Todokeya ga todokanai           | 12 gennaio 2025   |         |
| Bakuage 45             | 「地球の敵」 - Chikyū no teki                          | 19 gennaio 2025   |         |
| Bakuage 46             | 「未来をこの手に」 - Mirai o kono te ni                | 26 gennaio 2025   |         |
| Bakuage 47             | 「届け屋はひとりじゃない」 - Todokeya wa hitori ja nai | 2 febbraio 2025   |         |
| Bakuage FINAL          | 「君のハンドル」 - Kimi no handoru                     | 9 febbraio 2025   |         |

## Sigle
La sigla iniziale degli episodi della serie è Bakuage sentai Boonboomger (爆上戦隊ブンブンジャー?, Bakuage sentai Bunbunjā) di Masaaki Endō, mentre la sigla finale è Kotsukotsu-PON-PON (コツコツ-PON-PON?) di Rica Matsumoto (doppiatrice di Bundorio Bunderas). Tali sigle vengono usate a partire dal secondo episodio, mentre il primo ne è sprovvisto.

## Opere derivate

### Webserie

#### Bakuage sentai Boonboomger - Henshin gattai kōza!
La webserie Bakuage sentai Boonboomger - Henshin gattai kōza! (爆上戦隊ブンブンジャー変身合体講座！?, Bakuage sentai Bunbunjā Henshin gattai kōza!), pubblicata dal 2 marzo 2024 sia sul canale YouTube di Super sentai che su quello di Bandai, è costituita da episodi di breve durata in cui vengono illustrati nel dettaglio i poteri e le armi dei protagonisti.

##### Episodi
| Nº | Giapponese 「Kanji」 - Rōmaji                                                                            | Pubblicazione  | Pubblicazione |
| Nº | Giapponese 「Kanji」 - Rōmaji                                                                            | Giapponese     |               |
| 1  | 「【爆上戦隊ブンブンジャー】 変身合体講座！その①」 - Bakuage sentai Bunbunjā Henshin gattai kōza! Sono 1 | 2 marzo 2024   |               |
| 2  | 「【爆上戦隊ブンブンジャー】 変身合体講座！その②」 - Bakuage sentai Bunbunjā Henshin gattai kōza! Sono 2 | 14 aprile 2024 |               |

#### Bunbun Car Battle!
La serie Bunbun Car Battle (ブンブンカーバトル?, Bunbun Kā Batoru) è costituita da cinque episodi pubblicati sul canale di YouTube di Super sentai il 3 marzo 2024, ed è dedicata ai veicoli dei protagonisti.

##### Episodi
| Nº | Giapponese 「Kanji」 - Rōmaji | Pubblicazione | Pubblicazione |
| Nº | Giapponese 「Kanji」 - Rōmaji | Giapponese    |               |
| 1  | 「ブンブンカー スピードレース！ くるまどうしのあついバトル！」 - Bunbunkā supīdo rēsu! Kuru madōshi no atsui batoru!                                                       | 3 marzo 2024  |               |
| 2  | 「とおせんぼをぶっとばせ！ ショベルカーとパトカーがだいかつやく！」 - Tōsen bo o buttobase! Shoberukā to Patokā ga dai katsu yaku!                                         | 3 marzo 2024  |               |
| 3  | 「さいそくスピードでかけぬけろ！ パトカーとレーシングカーがよるのまちをかけぬける！」 - Sai soku supīdo de kakenukero! Patokā to Rēshingukā ga yoru no machi o kakenukeru! | 3 marzo 2024  |               |
| 4  | 「はたらくくるまがだいしゅうごう！こうじげんばではたらくくるまがかつやくだ！」 - Hataraku kuruma ga dai shū gō! Kōji genba de hataraku kuruma ga katsu ya kuda!            | 3 marzo 2024  |               |
| 5  | 「ヤルカーほかくだいさくせん！ わるいくるまをつかまえろ！」 - Yarukā hokaku dai sakusen! Warui kuruma o tsukamaero!                                                        | 3 marzo 2024  |               |

#### THE BUNBUNZ
THE BUNBUNZ è un varietà pubblicato sul servizio Toei Tokusatsu Fan Club dal 7 aprile 2024 che vede la partecipazione dei sei attori protagonisti. La serie è stata trasmessa anche su TV Asahi, dove però gli episodi venivano presentati in versione ridotta.

#### Boonboomger - Bakuage car race!
La serie Boonboomger - Bakuage car race! (ブンブンジャー爆上カーレース！?, Bunbunjā Bakuage kā rēsu!), pubblicata dal 26 aprile 2024 sia sul canale YouTube di Super sentai che su quello di Bandai, presenta episodi realizzati con riprese a passo uno.

##### Episodi
| Nº | Giapponese 「Kanji」 - Rōmaji                                              | Pubblicazione   | Pubblicazione |
| Nº | Giapponese 「Kanji」 - Rōmaji                                              | Giapponese      |               |
| 1  | 「スピードバトル」 - Supīdo Batoru                                         | 26 aprile 2024  |               |
| 2  | 「パワーバトル」 - Pawā Batoru                                             | 31 maggio 2024  |               |
| 3  | 「オフロードバトル」 - Ofu Rōdo Batoru                                     | 28 giugno 2024  |               |
| 4  | 「ジャンプバトル」 - Janpu Batoru                                          | 26 luglio 2024  |               |
| 5  | 「障害物バトル」 - Shōgai batoru                                           | 30 agosto 2024  |               |
| 6  | 「ハロウィン障害物バトル」 - Harowin shōgai batoru                         | 22 ottobre 2024 |               |
| 7  | 「クリスマスプレゼントお届けバトル」 - Kurisumasu purezento otodoke batoru | 6 dicembre 2024 |               |

#### Chara de age teke! Bunbun senshuken - Bunbun Hangout!!
Chara de age teke! Bunbun senshuken - Bunbun Hangout!! (キャラでアゲてけ！ブンブン選手権 ブンブンハングアウト!!?, Kyara de age teke! Bunbun senshuken Bunbun Hanguauto!!) è un varietà pubblicato su Toei Tokusatsu Fan Club dal 2 giugno 2024.

### Spettacoli teatrali
Bakuage sentai Boonboomger Show Series (爆上戦隊ブンブンジャーショー シリーズ?, Bakuage sentai Bunbunjā Shō Shirīzu) è una serie di spettacoli teatrali tematici relativi alla serie. Il primo spettacolo, intitolato Bakuage sentai Boonboomger Show Series - Dai-ichi-dan: Theatre G-Rosso ni genru!! (爆上戦隊ブンブンジャーショー シリーズ第1弾「シアターGロッソに現る！！」?, Bakuage sentai Bunbunjā Shō Shirīzu Dai-ichi-dan: Shiatā Jī-Rosso ni genru!!), ha debuttato il 23 marzo 2024, continuando fino al 7 luglio.

### Film
Sulla serie è stato basato il film Bakuage sentai Boonboomger gekijoBOON! - Promise the Circuit (爆上戦隊ブンブンジャー　劇場BOON！プロミス・ザ・サーキット?, Bakuage sentai Bunbunjā gekijōBOON! Puromizu za Sākitto), distribuito a partire dal 26 luglio 2024. È stato accompagnato dal film Kamen Rider Gotchard - The Future Daybreak.
Dal 1º maggio 2025 viene distribuito il film Bakuage sentai Boonboomger tai King-Ohger (爆上戦隊ブンブンジャーVSキングオージャー?, Bakuage sentai Bunbunjā tai Kingu-Ōjā), che fa da intreccio narrativo con la precedente serie Ōsama sentai King-Ohger.
Il 13 luglio 2025 viene pubblicato su Toei Tokusatsu Fan Club il film Bakuage sentai Boonboomger - formation lap - Shimatsu-ya of galaxy (爆上戦隊ブンブンジャーｆｏｒｍａｔｉｏｎ ｌａｐ始末屋オブギャラクシー?, Bakuage sentai Bunbunjā - fōmēshon rappu - Shimatsu-ya obu gyarakushī), con protagonista Bun Violet. Il film vede inoltre la partecipazione di alcuni personaggi delle precedenti serie di Super sentai.

### Manga
Sulla serie è stato basato il manga Bakuage sentai Boonboomger - formation lap - Jōhō-ya no himitsu - Your Eyes Only (爆上戦隊ブンブンジャーｆｏｒｍａｔｉｏｎ ｌａｐ 情報屋の秘密ユア・アイズ・オンリー?, Bakuage sentai Bunbunjā - fōmēshon rappu - Jōhō-ya no himitsu - Yua aizu onrī). Ambientato prima del telefilm, spiega come Taiya Handō e Ishirō Meita si sono conosciuti.